# The Big Fib
The Big Fib (prt/bra: O Grande Mentiroso) é um game show americano apresentado por Yvette Nicole Brown e com Rhys Darby. Baseada no podcast de mesmo nome, a série estreou no Disney+ em 22 de maio de 2020.

## Premissa
Duas pessoas afirmam ser especialistas em um campo semelhante, e uma criança participante faz perguntas para determinar qual dos dois não é de fato um especialista e está "mentindo".

## Desenvolvimento
No início de novembro de 2019, foi revelado que o Disney+ havia encomendado um game show composto por 30 episódios baseados no então conhecido podcast da Gen-Z Media, Pants on Fire, da Haymaker TV com Yvette Nicole Brown como apresentadora. Em abril de 2020, foi revelado que a primeira parte da primeira temporada consiste em 15 episódios.

## Lançamento
A primeira parte de 15 episódios da primeira e única temporada foi lançada em 22 de maio de 2020 no Disney+. A segunda parte da primeira e única temporada estreou no Disney+ em 23 de outubro de 2020.

## Episódios
| Parte 1 |    |                                    |                       |
| 1       | 1  | "Hair & Jellyfish"                 | 22 de maio de 2020    |
| 2       | 2  | "Nursing & Insects"                | 22 de maio de 2020    |
| 3       | 3  | "Horses & The Moon"                | 22 de maio de 2020    |
| 4       | 4  | "Bees & Volcanoes"                 | 22 de maio de 2020    |
| 5       | 5  | "Bottom Feeders & Super Heroes"    | 22 de maio de 2020    |
| 6       | 6  | "Opera & Football"                 | 22 de maio de 2020    |
| 7       | 7  | "Circus & Farming"                 | 22 de maio de 2020    |
| 8       | 8  | "Stilts & Venom"                   | 22 de maio de 2020    |
| 9       | 9  | "Stunts & Animation"               | 22 de maio de 2020    |
| 10      | 10 | "Fire Fighting & Ancient Egypt"    | 22 de maio de 2020    |
| 11      | 11 | "Knitting & Oceans"                | 22 de maio de 2020    |
| 12      | 12 | "Dogs & Storms"                    | 22 de maio de 2020    |
| 13      | 13 | "Dreams & Killer Plants"           | 22 de maio de 2020    |
| 14      | 14 | "Bikers & Brians"                  | 22 de maio de 2020    |
| 15      | 15 | "Toys & Monkeys"                   | 22 de maio de 2020    |
| Parte 2 |    |                                    |                       |
| 16      | 1  | "Tap Dancing & Outer Space"        | 23 de outubro de 2020 |
| 17      | 2  | "Cheese & Penguins"                | 23 de outubro de 2020 |
| 18      | 3  | "Shipwrecks & Auto Racing"         | 23 de outubro de 2020 |
| 19      | 4  | "Tree Climbing & Worms"            | 23 de outubro de 2020 |
| 20      | 5  | "Math & Faces"                     | 23 de outubro de 2020 |
| 21      | 6  | "Ice Cream & Street Art"           | 23 de outubro de 2020 |
| 22      | 7  | "Food Science & Fossils"           | 23 de outubro de 2020 |
| 23      | 8  | "Teeth & Architecture"             | 23 de outubro de 2020 |
| 24      | 9  | "Bats & Baseball"                  | 23 de outubro de 2020 |
| 25      | 10 | "Butterflies & Snakes"             | 23 de outubro de 2020 |
| 26      | 11 | "Desert & Skyscrapers"             | 23 de outubro de 2020 |
| 27      | 12 | "Mars & Sharks"                    | 23 de outubro de 2020 |
| 28      | 13 | "Tie Dye & Special Effects"        | 23 de outubro de 2020 |
| 29      | 14 | "Drums & Spiders"                  | 23 de outubro de 2020 |
| 30      | 15 | "Soccer & Artificial Intelligence" | 23 de outubro de 2020 |

## Recepção
Joel Keller, do Decider, declarou que o game show é divertido para adultos e crianças, afirmando que consegue ser "um dos melhores" game shows familiares, e afirmou que Yvette Nicole Brown é uma anfitriã agradável, enquanto acha Rhys Darby divertido em todo o seu personagem. Emily Ashby, da Common Sense Media, classificou o programa com 4 de 5 estrelas, afirmando: "este programa divertido e engraçado tem amplo apelo e entreterá as famílias, e os fatos compartilhados pelo especialista real podem ensinar ao público uma coisa ou duas. Dito isso, os pais também podem usar o programa para conversar com as crianças sobre honestidade e as consequências de contar mentiras no mundo real."